# Park Świętej Edyty Stein
Park Świętej Edyty Stein – park miejski zlokalizowany we Wrocławiu, w rejonie ulic: Nowowiejskiej (od północy), Kardynała Stefana Wyszyńskiego (od wschodu), Bolesława Prusa (od południa) oraz Błogosławionej Edyty Stein (od zachodu). Na mocy Uchwały Rady Miejskiej Wrocławia z dnia 17 marca 2011 roku (nr VIII/98/11) został wydzielony z Parku Stanisława Tołpy. Jego obecnym patronem jest św. Teresa Benedykta od Krzyża (Edyta Stein).
Na terenie parku znajduje się kościół św. Michała Archanioła, wpisany do rejestru zabytków (nr rej.: A/2493/352/Wm z 4.08.1977), a do 1529 roku stało tam także opactwo św. Wincentego.

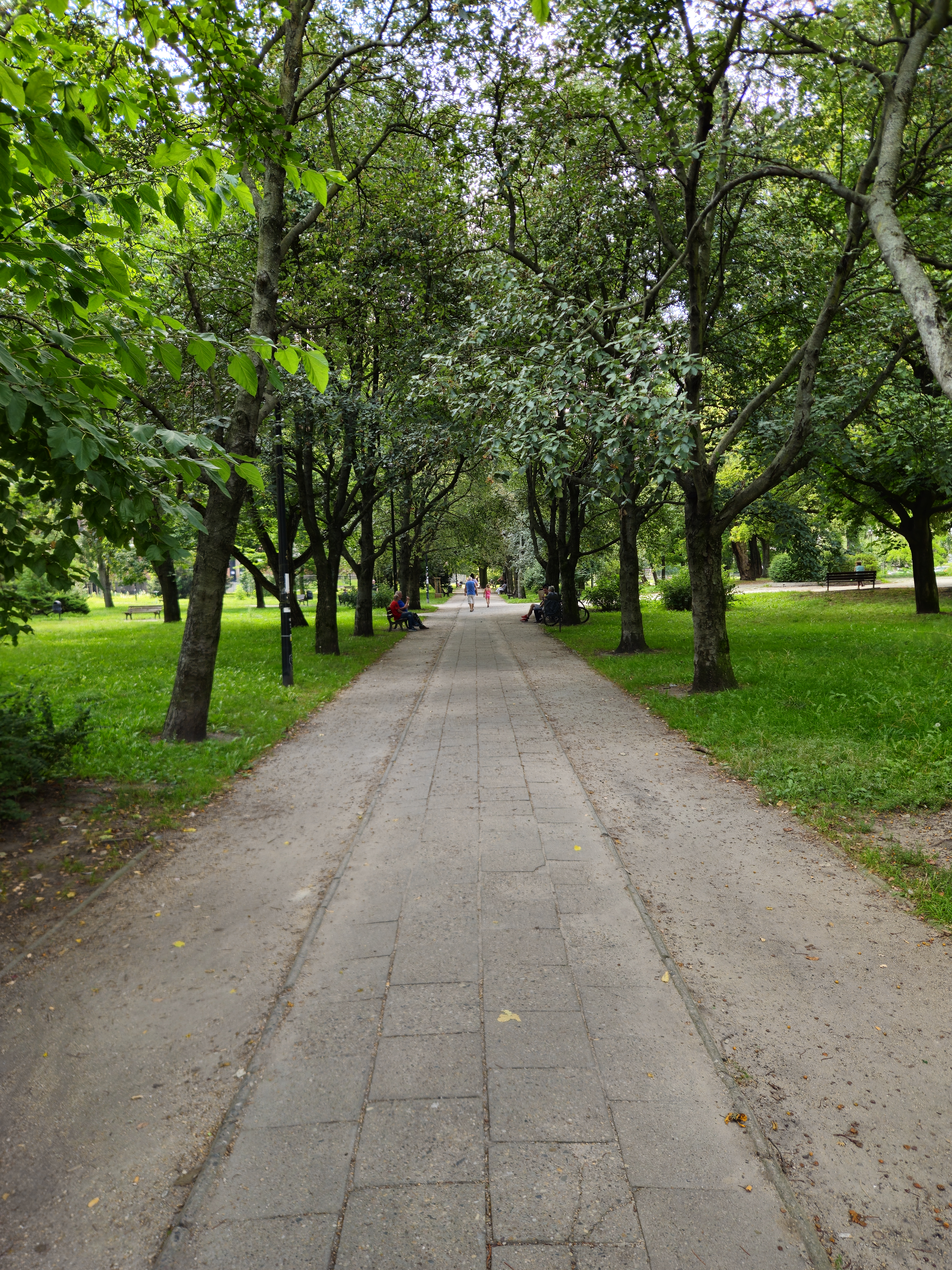
Aleja w parku
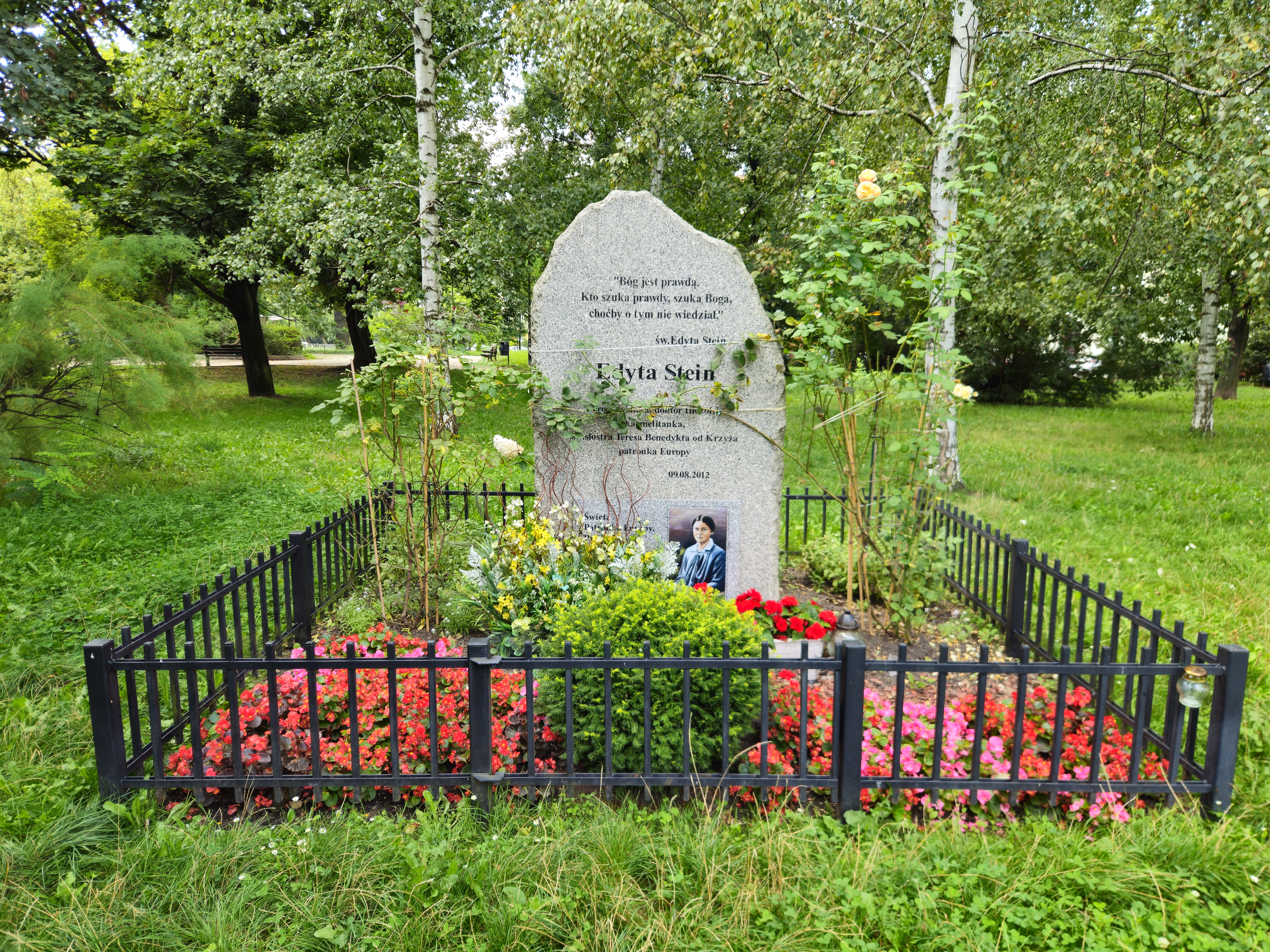
Pomnik upamiętniający Świętą Edytę Stein